# 明刀

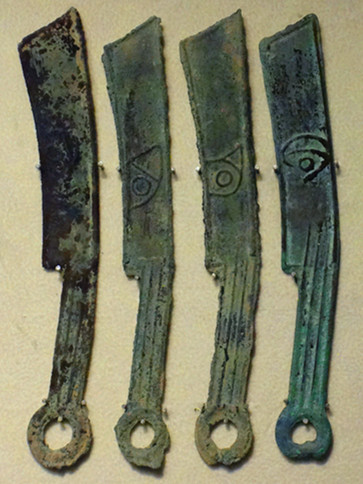
弧折燕明刀，拍摄于中国钱币博物馆

明刀，或称易刀、明字刀，中国先秦时期铸行于燕国和齐国的一类刀币，刀币正面有或之类的字符，钱文的释读有多种说法，有“明”、“易”、“匽”等。明刀是最为常见的刀币种类。

## 面文释读
明刀面文的释读在清代以来未成定论，是刀币研究中的热门、难点问题之一。清代释读主要有“明”、“莒”、“泉”等，民国之后，又有“易”、“盟”、“召”、“匽”、“邑”、“眼”等释读，其中以释“明”和释“匽”影响最大。:4
康熙年间，朱枫《古金待问录》中考释为“莒”字，认为这个面文是指莒县。乾隆末年，毕沅、阮元《山左金石志》中收录了燕齐两国明刀27枚，也将钱文释为“莒”。嘉庆二十五年（1820年），初尚龄《吉金所见录》，将刀币的年代考定为春秋战国时期，且详细记载了燕明刀的出土地域。同治三年（1864年），李佐贤《古泉汇》收录了明刀、齐大刀等705枚刀币，将面文释为“明”，并认为明刀为赵国货币。同治年间，王锡棨《泉货汇考》中收录明字刀150品，将其定为燕国货币，认为是燕国平明邑所铸。:1-4
1940年5月，中国泉币学社成立，并创办了《泉币》杂志，至1945年9月停刊，发表了多篇关于明刀的论文。1959年，《文物》杂志刊载的郑家相论文中提出根据《说文》“日月为易，像阴阳也”，明刀的钱文应该释读为“易”，但同期刊载的陈铁卿论文中则否定了这一释读。文革期间，中国大陆的钱币学研究基本处于停顿状态。文革结束后，钱币研究复苏，石永士、王素芳、李学勤等人的多篇关于明刀的研究论文相继发表。:4-5
| 释读   | 学者       | 相关著作或论文            | 年代                    | 说明                                                                                       |
| ------ | ---------- | ------------------------- | ----------------------- | ------------------------------------------------------------------------------------------ |
| “明”字 | 李佐贤     | 《古泉汇》                | 咸丰年间                | 《古泉汇》称明刀为赵国货币                                                                 |
| “明”字 | 初尚龄     | 《吉金所见录》            | 嘉庆二十五年 （1820年） |                                                                                            |
| “明”字 | 王锡棨     | 《泉货汇考》              | 同治年间                | 《泉货汇考》称明刀为燕国货币，为燕国平明邑所铸                                             |
| “明”字 | 王献唐     | 《中国古代货币通考》      |                         | 王献唐1960年去世，《通考》为遗稿，书中释“”为“明”，并认为齐明刀为乐毅伐齐时，燕人在齐地铸造 |
| “莒”字 | 朱枫       | 《古金待问录》            | 康熙年间                | 《古金待问录》认为面文“莒”指山东莒县                                                       |
| “莒”字 | 毕沅、阮元 | 《山左金石志》            | 乾隆末年                |                                                                                            |
| “泉”字 | 陈介祺     | 《续泉说》                | 清                      |                                                                                            |
| 回文   | 蔡云       | 《癖谈》                  | 清                      |                                                                                            |
| “盟”字 | 关百益     | 《义州盟刀谱》            | 民国                    |                                                                                            |
| “召”字 | 丁福保     | 《古泉学纲要》            | 民国                    |                                                                                            |
| “易”字 | 郑家相     | 《中国古代货币发展史》    | 1958年                  |                                                                                            |
| “易”字 | 张驰       | 《中国刀币汇考》          | 1997年                  |                                                                                            |
| “匽”字 | 陈梦家     | 论文《西周铜器断代》      | 1955年                  |                                                                                            |
| “匽”字 | 杨宽       | 论文《战国史》            | 1984年                  |                                                                                            |
| “匽”字 | 朱活       | 论文《古钱新探·匽币管窥》 | 1984年                  |                                                                                            |

## 铸行年代
对于燕明刀的铸行年代，多认为是在战国时期，但也有石永士、王素芳等学者认为其铸行上限在春秋晚期。虽然对于燕明刀的铸行年代仍有分歧，但钱币学界对于弧折明刀的铸行早于磬折明刀，而磬折明刀铸行于战国晚期则基本取得了共识。:14
对于齐明刀的铸行年代，多认为是在战国晚期，燕国大将乐毅攻伐齐国，占领了齐国大量城邑后铸造的，在公元前284年至公元前279年间。但石永士、王素芳等学者认为齐明刀始铸年代与燕明刀相近，上限在春秋晚期，下限在战国早期；张驰则认为齐明刀最早出现于战国中期初年。:14